# Le Dernier Train du Katanga (roman)
Pour l’article homonyme, voir Le Dernier Train du Katanga (film).
Le Dernier Train du Katanga est un roman de l'écrivain britannico-rhodésien Wilbur A. Smith paru en 1965 sous le titre original de The Dark of the Sun et publié en français la même année dans une traduction de Daniel Martin.
L'action se passe durant la crise congolaise à l'époque de la sécession katangaise et lors de la chute de l'État du Katanga (1960-1961) et raconte l'histoire d'un groupe de mercenaires envoyé remplir une mission dangereuse.

## Résumé
L'histoire raconte une opération de sauvetage menée par des mercenaires au Katanga.
Quatre « affreux » (mercenaires) accompagnés d'une cinquantaine de gendarmes katangais sont chargés de porter secours à des colons bloqués au sein de la brousse, dans la ville de Port-Retrieve et menacés par l'arrivée d'une colonne de rebelles. 
Les mercenaires, à bord du dernier train encore en état de marche au Katanga, entreprennent le périlleux voyage jusqu'à la ville de Port-Retrieve pour ramener les colons et en même temps des précieux diamants. 
En une dizaine de jours, ils devront traverser des régions inhospitalières habitées par le peuple Balouba et essayer de parvenir à la ville avant l'arrivée des rebelles du général Moïse. 
Après avoir mis le nord du Congo à feu et à sang, le groupe de rebelles, composé de déserteurs des troupes du gouvernement central congolais et des forces armées du Katanga, descend vers Port-Retrieve.
Les mercenaires devront parvenir à sauver les habitants de Port-Retrieve et essayer de les ramener vers Élisabethville.

## Personnages
- Bruce Curry, capitaine, mercenaire commandant la section D de la Force spéciale d'intervention (FSI), environ 30 ans
- Michael Haig  dit « Mike » : mercenaire, environ 50 ans, médecin, ancien alcoolique
- Wally Hendry : mercenaire, 25 ans, violent et sadique
- André de Surrier : mercenaire, 20 ans, homosexuel
- Ruffy Ruffararo : sergent-major, gendarme katangais, diplômé en agronomie
- Martin Boussier : Belge métis, chef de district de l'Union Minière
- Madame Boussier : épouse du précédent
- Shermaine Cartier : bruxelloise, veuve de Paul Cartier, ingénieur de l'Union minière du Haut-Katanga
- le père Ignace : religieux dirigeant la mission Saint-Augustin
- le général Moïse : chef des rebelles

## Éditions en français
- Éditions Robert Laffont Saint-Amand, Paris, 1965, 351 p.
- Éditions J'ai lu,  n° 326, Paris, 1969, 312 p.

## Édition en anglais
- Éditions Pan Books, 288 p.,  (ISBN 978-0330201803)

## Adaptation cinématographique
Ce roman a été adapté au cinéma par Jack Cardiff en 1968 sous le titre de The Mercenaries avec Rod Taylor dans le rôle de Bruce Curry et Yvette Mimieux dans le rôle de Shermaine.